# Ici
Ici (Eigenschreibweise: ici), vordem France Bleu, ist ein Hörfunkprogramm der öffentlich-rechtlichen Rundfunkanstalt Radio France, zu dem 45 Niederlassungen des Senders in Frankreich beitragen. Der größte Teil des Programms kommt zentral aus Paris; stundenweise schalten die Regionalsender auf in den Regionalstudios produzierte Sendungen um. Der Claim des Programms lautet Ici on parle d'ici (auf Deutsch etwa: Hier sprechen wir von hier). Im September 2024 wurde das Programm, das bis dahin unter dem Namen France Bleu gesendet hatte, mit dem französischen Fernseh-Regionalprogramm France 3 unter dem gemeinsamen Namen „ici par France Bleu et France 3“ zusammengelegt. Die Marke wurde zunächst nur auf der Website der Sender verwendet, nicht in den Sendungen. Seit dem 6. Januar 2025 wurde auch der Name des Hörfunkprogramms vollständig angepasst.

## Geschichte
France Bleu begann seine Ausstrahlung am 4. September 2000. Das Programm hatte folgende Vorläufer:
- die Regionalsendungen des Office de Radiodiffusion Télévision Française (ORTF), die 1975 in die Verantwortung von France Régions 3 (FR3) übergingen,[4] über UKW-Sender von France Inter und Mittelwellensender von France Culture ausgestrahlt und seit 1982/83 von Radio France verantwortet wurden.[5] (Ein Beispiel für die Namensgebung zeigt den mehrfachen Wechsel der Zuständigkeit: Radio-Strasbourg PTT im Jahr 1930, Radio-Strasbourg 1945, Radio-Alsace 1964, Inter-Alsace 1966, FR3 Radio-Alsace 1975, Radio France Alsace 1983 und schließlich France Bleu Alsace sowie France Bleu Elsass.[6])

- das Musikprogramm FIP, das 1971 vom ORTF zunächst für Paris, später auch für weitere Großstädte eingeführt wurde und bis 2020 all seine regionalen Ableger aufgeben musste. Die Sendefrequenzen wurden teilweise France Bleu zugeschlagen.

- die von 1980 an von Radio France eingerichteten Regionalprogramme Fréquence Nord (Lille), Radio Mayenne (Laval) und Melun MF (Melun).

- Radio Bleue, das für eine ältere Zielgruppe vom 20. Dezember 1980 an[7] vormittags über die Mittelwellensender von France Culture ausgestrahlt wurde.

## Programm
Das Programm von Ici besteht aus einem Mantelprogramm, das im Funkhaus von Radio France in Paris produziert wird, und Fensterprogrammen, zu denen sich die Regionalsender aus dem Pariser Programm ausschalten, um eigene Beiträge zu senden. Diese Zeitfenster differieren hinsichtlich ihrer Dauer und Terminierung von Region zu Region. Ici RCFM beispielsweise sendet von morgens um 6 Uhr bis in den Abend nahezu ununterbrochen aus Korsika, zum Teil auf Korsisch; andernorts gibt es Fensterprogramme zur besten Sendezeit morgens sowie am frühen Abend, in manchen Regionen außerdem nachmittags an Wochenenden.
Seit 2019 gibt es eine Kooperation zwischen France Bleu und dem Fernsehsender France 3 (ehemals FR3). Seit dem 6. Januar senden sowohl die lokalen Fernseh- als auch die Hörfunkprogramme unter dem Namen Ici.

## Sendungen in Regionalsprachen

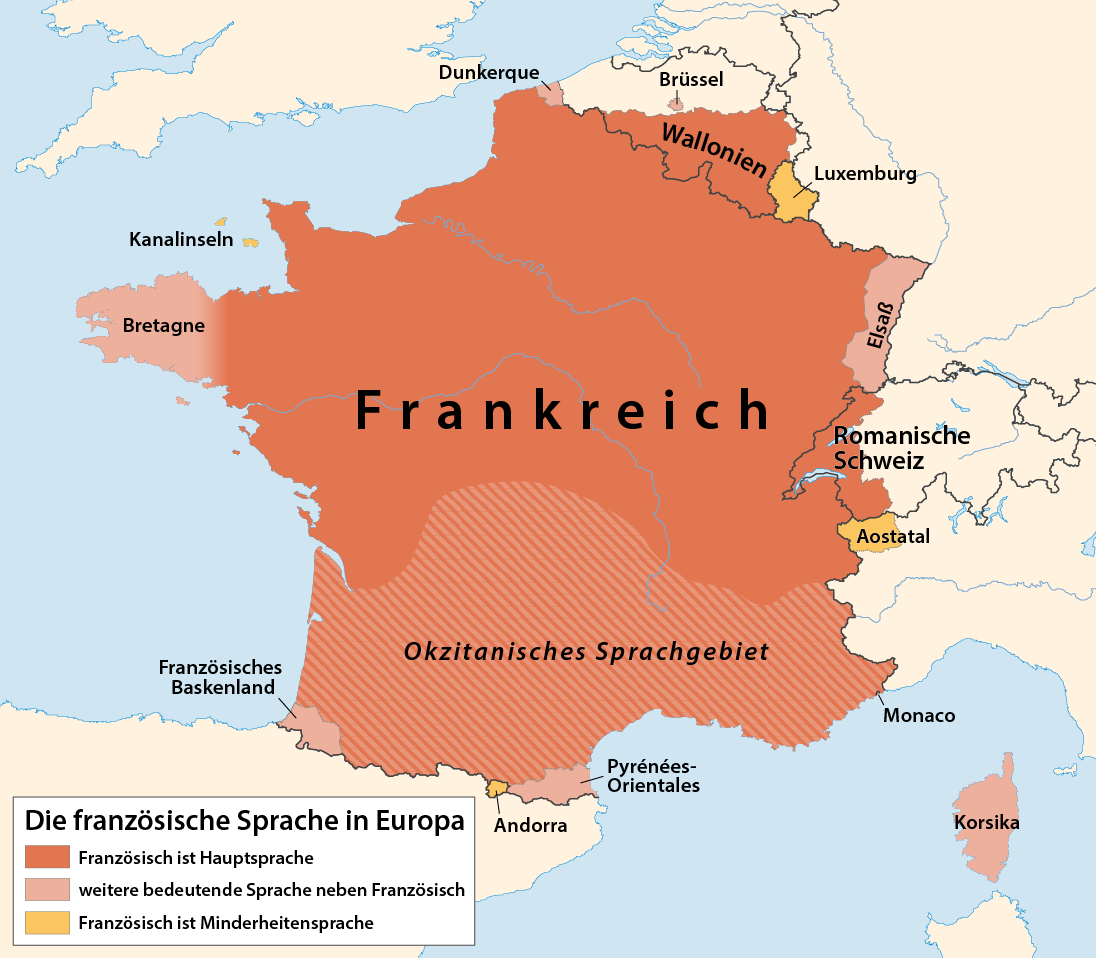
Neben der Amts- und Bildungssprache Französisch sind in Frankreich mehrere Regionalsprachen verbreitet, die in den betreffenden Gebieten jeweils noch von einer Minderheit der Einwohner gesprochen werden. Auf der Karte hellrot (im Uhrzeigersinn): Flämisch um Dunkerque, Elsässisch im Nordosten, Korsisch auf Korsika, Katalanisch in Pyrénées-Orientales, Baskisch in den westlichen Pyrenäen, Bretonisch in der West-Bretagne; schraffiert: das Verbreitungsgebiet des Okzitanischen.

Zu den Aufgaben des öffentlichen Rundfunks in Frankreich gehört die Förderung der Regionalsprachen.
Bereits in den 1930er Jahren brachte Radio-Strasbourg Sendungen auf Deutsch/Elsässisch (etwa das Radio-Theater von Gustave Stoskopf). Erste Sendungen auf Bretonisch erfolgten auf Radio Rennes Bretagne im November 1940 unter der deutschen Besatzung im Zweiten Weltkrieg. Anfang der 1970er Jahre gab es außerdem Sendungen auf Korsisch, Baskisch, Katalanisch (aus Perpignan und Montpellier), auf Okzitanisch (aus Toulouse und Montpellier), in provenzalischem Okzitanisch (aus Marseille) und in Béarnaiser Okzitanisch (aus Pau).
Heute schließen die Sendungen von Ici – neben dem ganz überwiegenden Anteil französischsprachiger Sendungen – Beiträge auf Elsässisch, Bretonisch, Baskisch, Okzitanisch und Korsisch ein. Die Sendungen auf Elsässisch, Korsisch und Bretonisch können mehrstündig sein, Beiträge auf Okzitanisch dauern meist nur wenige Minuten. Ganztägige Programme in Regionalsprachen sendet Radio France nicht; örtlich kann es solche von anderen Anbietern geben, etwa in Katalonien (Pyrénées-Orientales, siehe Karte) durch den Empfang privater und öffentlich-rechtlicher Hörfunkprogramme aus Spanien und Andorra. Oft sind die regionalsprachlichen Sendungen von Ici de facto zweisprachig; Interviews werden gemäß den Sprachkenntnissen des Interviewten zuweilen auf Französisch geführt. Manche Moderatoren sprechen ihre Regionalsprache mit französischer Färbung (Endbetonung, Nasalierung, Zäpfchen-R).

## Stationen
| Region                  | Ici ...                           | Sitz             | Vorgänger, Sendebeginn/Sendedauer                                           |
| ----------------------- | --------------------------------- | ---------------- | --------------------------------------------------------------------------- |
| Ile-de-France           | Paris                             | Paris            | Melun MF (1980); La CityRadio (2002–2006)                                   |
| Osten                   | Alsace                            | Straßburg        | FR3 Alsace                                                                  |
| Osten                   | Elsass                            | Straßburg        | Radio France Alsace Mettelwelle (1992–2000); seit 2016 nur noch im Internet |
| Osten                   | Champagne-Ardenne                 | Reims            | FIP Reims (1972–1988)                                                       |
| Osten                   | Lorraine Nord                     | Metz             | FIP Metz (1984–2000)                                                        |
| Osten                   | Sud Lorraine                      | Nancy            | FR3 Nord-Est; FIP Lorraine (1972–1984)                                      |
| Norden                  | Nord                              | Lille            | Frequence Nord (1980); FR3 Nord-Pas-de-Calais Picardie                      |
| Norden                  | Picardie                          | Amiens           | 1985                                                                        |
| Normandie               | Cotentin                          | Cherbourg        | FIP Cherbourg (1986–1987)                                                   |
| Normandie               | Normandie (Calvados - Orne)       | Caen             | FR3 Normandie (1978–1982)                                                   |
| Normandie               | Normandie (Seine-Maritime - Eure) | Rouen            | FR3 Haute-Normandie (1980–1982)                                             |
| Bretagne                | Breizh Izel                       | Quimper          | 1982                                                                        |
| Bretagne                | Armorique                         | Rennes           | FR3 Bretagne Pays-de-la-Loire                                               |
| Westliches Loiretal     | Loire Océan                       | Nantes           | 1985                                                                        |
| Westliches Loiretal     | Maine                             | Le Mans          | 2010                                                                        |
| Westliches Loiretal     | Mayenne                           | Laval            | Radio Mayenne (1980)                                                        |
| Loire/Zentrum           | Berry                             | Châteauroux      | 23.4.1982                                                                   |
| Loire/Zentrum           | Orléans                           | Orléans          | FR3 Centre (1980–1982)                                                      |
| Loire/Zentrum           | Touraine                          | Tours            | FIP Tours (1985–1988)                                                       |
| Burgund/Franche-Comté   | Auxerre                           | Auxerre          | 1988                                                                        |
| Burgund/Franche-Comté   | Belfort-Montbéliard               | Belfort          | 14.12.1982                                                                  |
| Burgund/Franche-Comté   | Besançon                          | Besançon         | FR3 Bourgogne Franche-Comté                                                 |
| Burgund/Franche-Comté   | Bourgogne                         | Dijon            | FR3 Bourgogne Franche-Comté                                                 |
| Auvergne/Rhônetal/Alpen | Drôme Ardèche                     | Valence          | 1983                                                                        |
| Auvergne/Rhônetal/Alpen | Isère                             | Grenoble         | FR3 Rhône-Alpes-Auvergne                                                    |
| Auvergne/Rhônetal/Alpen | Pays d’Auvergne                   | Clermont-Ferrand | FR3 Rhône-Alpes-Auvergne                                                    |
| Auvergne/Rhônetal/Alpen | Pays de Savoie                    | Chambéry         | 1988                                                                        |
| Auvergne/Rhônetal/Alpen | Saint-Étienne Loire               | Saint-Étienne    | 2013                                                                        |
| Aquitanien              | Pays Basque                       | Bayonne          | 1983                                                                        |
| Aquitanien              | Béarn Bigorre                     | Pau              | 1984                                                                        |
| Aquitanien              | Creuse                            | Guéret           | 1982                                                                        |
| Aquitanien              | Gascogne                          | Mont-de-Marsan   | 1983                                                                        |
| Aquitanien              | Gironde                           | Bordeaux         | FR3 Aquitaine                                                               |
| Aquitanien              | La Rochelle                       | La Rochelle      | 1988                                                                        |
| Aquitanien              | Limousin                          | Limoges          | FR3 Limousin-Poitou-Charentes                                               |
| Aquitanien              | Périgord                          | Périgueux        | 1982                                                                        |
| Aquitanien              | Poitou                            | Poitiers         | 2001                                                                        |
| Okzitanien              | Gard Lozère                       | Nîmes            | FR3 Midi-Pyrénées Nîmes                                                     |
| Okzitanien              | Hérault                           | Montpellier      | FR3 Midi-Pyrénées Montpellier                                               |
| Okzitanien              | Occitanie                         | Toulouse         | 2011 (ehemals FR3 Midi-Pyrénées)                                            |
| Okzitanien              | Roussillon                        | Perpignan        | FR3 Midi-Pyrénées Perpignan                                                 |
| Provence                | Azur                              | Nizza            | 1982; FR3 Côte d’Azur Antibes                                               |
| Provence                | Provence                          | Aix-en-Provence  | FR3 Provence Marseille                                                      |
| Provence                | Vaucluse                          | Avignon          | 1982                                                                        |
| Korsika                 | RCFM                              | Bastia           | FR3 Corse Ajaccio                                                           |